# Пентасвинецтристронций
Пентасвинецтристронций — бинарное неорганическое соединение
свинца и стронция
с формулой Sr3Pb5,
кристаллы.

## Получение
- Сплавление стехиометрических количеств чистых веществ:

{\displaystyle {\mathsf {5Pb+3Sr\ {\xrightarrow {645^{o}C}}\ Sr_{3}Pb_{5}}}}

## Физические свойства
Пентасвинецтристронций образует кристаллы
тетрагональной сингонии, пространственная группа P 4/mbm, параметры ячейки a = 1,617 нм, c = 0,4886 нм, Z = 5
.
Соединение образуется по перитектической реакции при температуре 645°C .